# Маглиокетти, Умберто
Умберто Маглиокетти Бараона (исп. Humberto Magliocchetti Barahona, 1918—1993) — чилийский военный и политический деятель итальянского происхождения, бригадный генерал. Министр общественных работ и транспорта Чили (1973) в военно-гражданском правительстве Сальвадора Альенде.

## Биография
Родился в семье итальянских эмигрантов Виктора Маглиокетти и Эльвиры Барахоны. Поступил на военную службу в ряды Вооружённых сил, в 1953 году прошёл курс обучения на американской военной базе Форт-Гулик (зона Панамского канала).
18 августа 1973 года, в ходе острого политического кризиса в Чили, в качестве одного из девяти представителей чилийского генералитета вошёл в возглавляемое Сальвадором Альенде правительство в качестве министра общественных работ и транспорта вместо главкома ВВС генерала Сесара Руиса, подозреваемого в участии в военном заговоре, и пробыл на этом посту до 11 сентября, когда в стране произошёл военный переворот.
После переворота служил начальником штаба нового главкома ВВС и члена хунты, генерала Густаво Ли. Завершил военную службу в 1975 году в звании генерала ВВС.
Был женат на Марте Регине Опасо Блаше, в браке родились четверо дочерей.